# Deniece Williams
June Deniece Chandler (nascida em 3 de junho de 1950 em Gary, Indiana), conhecida pelo nome artístico Deniece Williams é uma cantora, compositora e produtora musical norte -americana que alcançou sucesso nas décadas de 1970 e 1980. Deniece, cuja música foi influenciada pelo soul e funk , é conhecida por seus hits como "Free", "Let's Hear It For the Boy", "It's Gonna Take A Miracle", "I've Got The Next Dance", "It's Your Conscience", "Silly", "Black Butterfly", e por muitos duetos vocais com Johnny Mathis, incluindo "Too Much, Too Little, Too Late".

## Carreira
Deniece estudou na Morgan State University em Baltimore, Maryland na esperança de se formar uma médica anestesista, mas desistiu após um ano e meio de estudo. "Você tem que ser um bom aluno na faculdade, e eu não era"." Nesta mesma temporada Deniece cantava em um clube noturno, além de trabalhar em uma companhia telefônica e depois ser secretária no em um hospital de Chicago.
Em 1970 começou a trabalhar como backing vocal de Stevie Wonder, e em 1975 deixou Wonder para fazer carreira solo, assinando assim um contrato com a Columbia Records trazendo então seu primeiro álbum intitulado "This Is Nyece". Deste álbum as canções "Free" e "Cause You Love Me, Baby" atingiram ótimas posições nas paradas.
No decorrer dos anos 70, Deniece gravou outros álbuns com sucessos notáveis como "Too Much, Too Little, Too Late (com Johnny Mathis)", "I've Got The Next Dance", "I Found Love", e "When Love Comes Calling".
Os anos 80 foi um avanço ainda maior para a carreira de Deniece Williams, pois apesar de grandes sucessos como "It's Your Conscience", "Silly", e "It's Gonna Take a Miracle", em 1984 ela gravou a música "Let's Hear It For The Boy" para a trilha sonora do filme "Footloose". A música foi um enorme sucesso, e trouxe então no mesmo ano o álbum que dava o mesmo nome da canção. Foi o álbum mais vendido de sua carreira.
A canção foi nomeada ao Grammy, e apesar da grande repercussão, Deniece preferiu apresentar no evento a capella de uma música gospel ao invés de "Let's Hear It For The Boy".
Nos anos 90, Deniece não conseguiu atingir grandes paradas de sucesso como nas décadas anteriores, mas mesmo assim continuou gravando, porém apenas músicas gospeis.
Em 2007 Deniece resolveu voltar a cantar canções de amor, gravando então o álbum "Love, Niecy Style" que contém regravações de grandes sucessos românticos, entre elas "Cherish" do grupo Kool & the Gang. No mesmo ano se apresentou no BET Awards cantando a canção "Silly".

### Vocal
Deniece tem um vocal soprano distintivo, alcançando cinco oitavas. É considerada uma das vozes mais agudas de todos os tempos[carece de fontes?], assemelhando-se a Cyndi Lauper, Mariah Carey e Minnie Riperton.

## Discografia

### Álbuns
- 1976 - This Is Niecy
- 1977 - Song Bird
- 1978 - That's What Friends Are For (com Johnny Mathis)
- 1979 - When Love Comes Calling
- 1981 - My Melody
- 1982 - It's gonna Take a Miracle
- 1982 - Niecy
- 1983 - I'm So Proud
- 1984 - Let's Hear It For The Boy
- 1986 - So Glad I Know
- 1986 - From The Beggining (Compilação)
- 1986 - Hot On The Trail
- 1987 - Water Under The Bridge
- 1988 - As Good As It Gets
- 1989 - Special Love
- 1991 - Lullabies To Dreamland
- 1994 - Greatest Gospel Hits (Compilação)
- 1996 - Love Solves It All
- 1996 - Gonna Take a Miracle: The Best of Deniece Williams (Compilação)
- 1998 - This Is My Song
- 2000 - Love Songs (Compilação)
- 2007 - Love, Niecy Style

### Singles
- 1976: "Free"
- 1977: "Cause You Love Me, Baby"
- 1977: "That's What Friends Are For"
- 1977: "It's Important To Me"
- 1977: "Baby, Baby My Love's All for You"
- 1978: "God Is Amazing"
- 1978: "Too Much, Too Little, Too Late" (com Johnny Mathis)
- 1978: "You're All I Need to Get By" (com Johnny Mathis)
- 1979: "I've Got the Next Dance"
- 1979: "I Found Love"
- 1979: "When Love Comes Calling"
- 1981: "What Two Can Do"
- 1981: "It's Your Conscience"
- 1981: "Silly"
- 1982: "It's Gonna Take A Miracle"
- 1982: "Waiting By The Hotline"
- 1982: "Waiting"
- 1982: "Now Is The Time For Love"
- 1983: "Do What You Feel"
- 1983: "I'm So Proud"
- 1983: "Heaven In Your Eyes"
- 1984: "Love Won't Let Me Wait" (com Johnny Mathis)"
- 1984: "Let's Hear It For The Boy"
- 1984: "Next Love"
- 1984: "Black Butterfly"
- 1984: "Blind Dating"
- 1986: "Wiser and Weaker"
- 1986: "Healing"
- 1986: "Wings Of An Eagle"
- 1986: "Video"
- 1987: "Never Say Never"
- 1987: "I Confess"
- 1988: "I Can't Wait"
- 1988: "This Is as Good as It Gets"
- 1989: "Every Moment"
- 1989: "Special Love"
- 2007: "Cherish"